# Кая (1944)
«Кая» (Kaya, яп. 榧) — ескортний міноносець Імперського флоту Японії, який взяв участь у Другій світовій війні.

## Історія створення
Корабель, який став одинадцятим серед ескортних міноносців типу «Мацу», заклали 10 квітня 1944 року на верфі ВМФ у Майдзуру. Спущений на воду 30 липня, став до ладу 30 вересня того ж року.

## Історія служби

### У складі ВМС Японії
З 25 жовтня по 18 листопада 1944-го «Кая» супроводив конвої з японського порту Сасебо (обернене до Східнокитайського моря узбережжя Кюсю) до Формози та назад у Японію до Куре. 25 листопада корабель включили до 43-ї дивізії ескадрених міноносців і того ж дня він рушив у новий ескортний рейс та до 11 грудня пройшов з конвоями з Моджі до Маніли.
15–16 грудня 1944-го «Кая» здійснив перехід до бухти Камрань (центральна частина узбережжя В'єтнаму). 24 грудня він вийшов звідси разом зі ще 2 ескортними есмінцями та 3 есмінцями для супроводу загону з важкого та легкого крейсерів, який мав здійснити рейд на острів Міндоро (дещо південніше від Маніли), куди 15 грудня висадився ворожий десант. Увечері 26 грудня на підході до плацдарму японський загін потрапив під удари авіації, при цьому «Кая» зазнав певних пошкоджень від обстрілу. У ніч проти 27 грудня японські кораблі провели свою атаку, при цьому «Кая» випустив дві торпеди по транспортах, але це не призвело до потоплення якихось суден. По завершенні атаки японські кораблі повернулись до Камрані.
1–7 січня 1945-го «Кая» пройшов з Кап-Сен-Жак (зараз Вунгтау на півдні В'єтнаму) до Такао (зараз Гаосюн на Тайвані), а 13 січня досягнув Майдзуру (обернене до Японського моря узбережжя Хонсю) та став тут на ремонт. 2 березня 1945-го корабель прибув до Куре та перебував біля Японського архіпелагу до капітуляції. При цьому 6 квітня «Кая» зі ще одним ескортним міноносцем та есмінцем супроводили з Токійської затоки до району протоки Бунго лінкор «Ямато», який вирушав у самогубчий рейд до Окінави.
У жовтні 1945 року «Кая» виключили зі списків ВМФ та призначили для участі у репатріації японців (по завершенні війни з окупованих територій на Японські острови вивезли кілька мільйонів військовослужбовців та цивільних японської національності).

### У складі ВМФ СРСР
5 липня 1947-го корабель передали СРСР, де він був перейменований у «Волевой». Проєкт відновлення корабля як повноцінної бойової одиниці в підсумку відхилили, після чого з 17 червня 1949-го він був перейменований на «ЦЛ-23» та в 1951—1954 роках пройшов переобладнання в корабель-ціль. 10 червня 1958 корабель перекласифікували на бон-обігрівач ОТ-61", а 1 серпня 1959-го судно виключили зі списків флоту та здали на злам.